# Prosoplus bimaculatus
Prosoplus bimaculatus är en skalbaggsart som beskrevs av Aurivillius 1907. Prosoplus bimaculatus ingår i släktet Prosoplus och familjen långhorningar. Inga underarter finns listade i Catalogue of Life.